# Skandinavija
Vidite također Nordijske zemlje.
Skandinavija je kulturna i povijesna regija u sjevernoj Europi koja se sastoji od većeg dijela Skandinavskog poluotoka i Jutlandskog poluotoka, te otoka između njih. Regija obuhvaća tri suverene države:
- Danska
- Norveška
- Švedska

Ove se tri zemlje međusobno priznaju kao dijelovi političke i kulturne regije od sredine 19. stoljeća kada su nacionalistički pokreti u tim zemljama bili na vrhuncu (skandinavizam). Regija je dobila ime prema poluotoku za kojeg se pak misli da je nazvan prema povijesnoj provinciji Skåne (Skanija) smještenoj u današnjoj Švedskoj na južnom kraju skandinavskog poluotoka.
Prije sredine 19. stoljeća regija je uključivala veće područje sjeverne Europe usporedivo s modernom "Velikom Skandinavijom":
- Danska-Norveška
- Švedska-Finska

Kolektivna oznaka "Skandinavija" danas prvenstveno odražava lingvističke sličnosti, ali i povijesne i socijalne veze između tih zemalja unatoč njihovoj trenutnoj političkoj neovisnosti, različite politike tijekom dva svjetska rata i hladnog rata, te članstvo u međunarodnim organizacijama.

## Nordijske zemlje
Uporaba i značenje termina 'Skandinavija' može poput ostalih regija svijeta varirati ovisno o definirajućim kriterijama. Budući da su tradicionalno imali jake političke, socijalne, ekonomske, lingvističke i/ili zemljopisne veze s trima kraljevstvima, neki ili svi sljedeći zemljopisni entiteti mogu se smatrati skandinavskom periferijom: 
- Finska (suverena republika od 1917.)
- Island (suverena republika od 1944.)

i
- Foroyar (autonomna regija Danske od 1948.)
- Grenland (samoupravni danski teritorij od 1979.)
- Jan Mayen (integrirano geografsko tijelo Norveške)
- Svalbard (pod norveškom suverenošću od 1920.)
- Åland (autonomna provincija Finske od 1920.)

Ova se alternativna značenja ponekad smatraju netočnima u dijelovima Skandinavije, a neki se ljudi mogu uvrijediti pri takvoj uporabi. Tijekom proteklih godina "Skandinaviju" sve više koriste naučnici i političari u Skandinaviji i ostalim regijama (ubrajajući Finsku u sam pojam). 
Termin nordijske zemlje se nedvojbeno koristi za kraljevstva Norvešku, Švedsku, Dansku i republike Finsku i Island. Termin se rjeđe koristi u okvirima koji uključuju i Estoniju zbog svojih kulturnih i povijesnih veza sa Švedskom, Danskom i Finskom, te blizini sa Skandinavijom.
Termini Fenoskandija i Feno-Skandinavija može obuhvaćati Skandinavski poluotok, Kolu, Kareliju, Finsku i Dansku pod istim nazivom koji aludira na Fenoskandijski štit, iako se Danska nalazi u Pribaltičkoj nizini, ili se može koristiti u kulturnom smislu kao sinonim za nordijske zemlje kako bi označio povijesno bliski dodir između finskih, laponskih i drugih naroda i kultura Skandinavije.

## Etimologija
Etimologija imena Skandinavija i Skåne (Skanija) smatra se istom.
Ime je najvjerojatnije došlo od germanskog *Skaðin- što znači "opasnost" i *awjo što znači "otok". Naziv se može odnositi na opasne obale oko Skanöra (skan- je jednako kao i u Skandinaviji, a -ör znači "pješčane obale") i Falsterboa u Skåneu u najjužnijem dijelu Švedske.
Alternativna etimologija pripisuje prvi element skandinavskoj orijašici Skaði iz nordijske mitologije.
Izvornim oblikom se smatra *Skaðinawjo koji je dao uspon različitim oblicima u germanskim jezicima i negermanskih pismima. U Beowulfu se mogu pronaći oblici Scedenigge i Scedeland. Ptolomej koristi oblik Scandia, a Scatinavia se pojavljuje u rimskim tekstovima (Plinije Stariji). Pomponije Mela je koristio devijantni oblik Codanovia. Oblik Skandinavija, izvorna domovina Langobarda, pojavljuje se u Diaconusovom djelu Historia Langobardorum, dok se u ostalim verzijama tog djela pojavljuju oblici Scadan, Scandanan, Scadanan i Scatenauge. U Jordanesovoj povijesti Gota (AD 551) može se pronaći oblik Scandza za njihov izvorni dom, koji je odvojen morem od europskog kopna (poglavlje 1, 4)   Arhivirana inačica izvorne stranice od 24. travnja 2006. (Wayback Machine).
Naziv skandinavskog planinskog lanca (švedski Skanderna), umjetno je potekao od Skandinavien u 19. stoljeću prema analogiji s Alpama (švedski Alperna). Uobičajeno korišteni nazivi su bergen ili fjällen, koji označavaju "planine".

## Povijest
Skandinavci su bili pokršteni u razdoblju od 10. do 13. stoljeća kada su nastala i tri kraljevstva.
- Danska je stvorena iz danskih zemalja (uključujući Blekinge, Gotland, Halland i Skåne u današnjoj Švedskoj)
- Švedska je nastala iz švedskih zemalja
- Norveška (uključujući Båhuslen, Herjedalen, Jemtland u današnjoj Švedskoj. Također Island, Grenland, Foroyar, Shetland i Orkney)

Tri su se kraljevstva zatim ujedinila u Kalmarsku Uniju  koja je trajala čitavo 15. stoljeće nakon čega se podijelila na dva dijela:
- "Danska-Norveška" (uključujući prekomorske posjede u sjevernom Atlantiku)
- "Švedska" (uključujući Finsku i ostale transbaltičke posjede)

Sredinom 17. stoljeća Brömsebroski i Roskildeski sporazum su trajno prenijeli neke provincije i otoke iz posjeda Norveške i Danske u posjed Švedske.
Nakon Napoleonskih ratova Skandinavija je reorganizirana u tri personalne unije:
- Danska sa Schleswig-Holsteinom (raspala se 1864., a uključivala je bivše prekomorske provincije Norveške)
- Švedska i Norveška (raspala se 1905.)
- Rusija s Velikom kneževinom Finskom (raskinuta 1917.)

## Jezici
Glavni članci: sjevernogermanski jezici, ugrofinski jezici
Većina dijalekata danskog, švedskog i norveškog jezika su međusobno razumljivi, pa Skandinavci mogu uz malene teškoće razumjeti standardne jezike drugih Skandinavaca, jer se oni pojavljuju u tisku, a mogu se čuti na radiju i televiziji. Ipak se često pretpostavlja da Šveđani imaju veće poteškoće u razumijevanju ostala dva jezika što može biti posljedica ograničenog pristupa danskom i norveškom radiju i televiziji u Švedskoj. Razlog zašto se danski, švedski i norveški tradicionalno smatraju različitim jezicima, a ne dijalektima jednoga jezika leži u tome što je svaki od njih dobro utemeljen standaridizirani jezik (Ausbausprachen) u svojoj vlastitoj zemlji. Oni su bliski sjevernogermanskim jezicima, islandskim i ferojskim, koji su potekli iz norveškog dijalekta starozapadnonordijskog jezika. Danski, švedski i norveški jezik su od srednjovjekovnih vremena bili pod različitim utjecajima srednjeg donjeg njemačkog i standardnog njemačkog. Znatna količina tog utjecaja dolazila je kao nusproizvod ekonomske aktivnosti Hanzeatskog saveza.
Tipičan folklorno-lingvistički pogled može sugestirati sljedeće. Finci koji su kao strani jezik studirali švedski i Islanđani koji su kao strani jezik studirali danski često teško razumiju ostale skandinavske jezike. Drugu stranu medalje čine Norvežani koji su se dva paralelna pismena standarda i navikom da jako drže do lokalnih dijelekata priviknuli na varijacije i mogu percipirati danski i švedski samo kao blago različite dijalekte. U razgovoru između švedskog govornika i Danca mogu postojati značajne poteškoće u međusobnom razumijevanju jezika kojeg govori drugi zbog razlika u izgovoru i rječniku. Na Foroyaru danski je obvezni jezik, pa stoga ferojski narod postaje dvojezičan s dva vrlo različita nordijska jezika, pa oni relativno lako razumiju druga dva kopnena skandinavska jezika. 

Skandinavski su jezici (kao jezična obitelj) u potpunosti nesrodni s finskim i estonskim, koji su kao ugrofinski jezici daleko povezani s mađarskim. Stoga u finskom i estonskom jeziku postoji velik broj posuđenica iz švedskog jezika. Dovoljno je neobično što su tekstovi na nekim runskim kamenima pronađenima u Skåneu bili dešifrirani miješanjem finskih riječi u "Fornnordisku" (Ove Berg: Runsvenska, svenska finska 2003). Iako švedski govornici čine malenu, ali utjecajnu manjinu u Finskoj, a finski govornici tvore također manjinu u Švedskoj relativno slične veličine, lingvistička udaljenost između jezičnih obitelji često se vidi kao pokazatelj kulturne udaljenosti. Iz istog se razloga Finci klasificiraju kao narod izdvojen iz skandinavske kulturne grupe.
To gledište je zadobilo popularnost u skandinavskom pokretu, koji se temeljio na jeziku, a nalazio se na vrhuncu u ostalim skandinavskim zemljama tijekom 1850-ih. Etnički nacionalistički Fennomanski pokret u Finskoj djelomično je sudjelovao u ovom procesu odvajanja sa svojom profinskom politikom pod posljednjim periodom ruske vlasti na kraju 19. i u početku 20. stoljeća. Fennomanski pokret su osnovali istaknuti švedski govornici u Finskoj tijekom razdoblja intenzivnih potpora za rusifikaciju koju je potaknuo ruski car. Njihov moto "Šveđani više nismo, Rusi nikada ne ćemo postati, pa neka budemo Finci" pozdravilo je finsko stanovništvo. 
Cilj pokreta bio je promicanje položaja finskog jezika u zemlji u kojoj je stanovništvo govorilo ili finski ili švedski, a službeni su jezici bili švedski i ruski. Godine 1902. finskom jeziku je dodijeljen gotovo jednak položaj sa švedskim i ruskim. Neke stranke izvan Finske pogrešno su shvatile ovaj potez kao napad protiv švedskog jezika, ali su opovrgnute 1919. kada je novi ustav Finske potvrdio da su finski i švedski (jedini) službeni jezici u zemlji. Unatoč relativno sličnom broju domaćih govornika švedskog jezika u Finskoj i finskog jezika u Švedskoj, između njih postoji nekoliko razlika u legalnom statusu. Iako je švedski zaštićen ustavom, pa ima jednaki legalni položaj s finskim jezikom u čitavoj Finskoj, finskom su jeziku dodijeljena neka prava tek 1999. i to samo u određenim područjima Švedske. Švedska je bila prisiljena priznati određena prava finskom jeziku prema EU zakonu o manjinskom jeziku.

## Politika
Moderna uporaba termina Skandinavija raste od razdoblja skandinavskog političkog pokreta koji je bio aktivan sredinom 19. stoljeća, uglavnom između Prvog schleswiškog rata (Slesvig na skandinavskom) (1848. – 1850.) u kojem je Švedska-Norveška uložila značajnu vojnu silu, te Drugog schleswiškog rata (1864.) kada je švedski parlament obznanio kraljeva obećanja o vojnoj potpori.
Kralj je predložio ujedinjenje Danske, Norveške i Švedske u jedno ujedinjeno kraljevstvo. Pozadina toga bili su burni događaji tijekom Napoleonskih ratova na početku stoljeća koji su doveli do podjele Švedske (istočni dio je 1809. godine postalo rusko Veliko kneževstvo Finska) i Danske (čime je Norveška, de iure u uniji s Danskom od 1387., a de facto tek njezina provincija, postala nezavisna 1814. godine i nakon čega je ubrzo prisiljena prihvatiti personalnu uniju sa Švedskom).
Budući da je postala dio Ruskog Carstva, Finska je bila izostavljena izvan bilo kakve jednadžbe za političku uniju između nordijskih zemalja. Geografska Skandinavija uključivala je Norvešku, Švedsku i dijelove Finske, dok je politička Skandinavija također uključivala Dansku. Švedska i Norveška politički su se ujedinile u personalnu uniju pod jednim monarhom. Danska je također uključivala zavisne teritorije Island, Foroyar i Grenland u Atlantskom oceanu (koji su povijesno pripadali Norveškoj, ali nehotice su ostali s Danskom prema Kielskom sporazumu).
Završetak skandinavskog političkog pokreta došao je kada je Danskoj uskraćena vojna potpora iz Švedske-Norveške da anektira (dansko) kneževstvo Schleswig, koje se zajedno s (njemačkim) kneževstvom Holsteinom nalazilo u personalnoj uniji s Danskom. Drugi schleswiški rat uslijedio je 1864. godine. To je bio kratak ali katastrofalan rat između Danske i Pruske (koju je podupirala Austrija). Pruska je osvojila Schleswig-Holstein, a kasnijim pruskim uspjehom u francusko-pruskom ratu stvoreno je Njemačko Carstvo pod pruskim vodstvom čime je uspostavljena nova ravnoteža snaga među baltičkomorskim zemaljama.
Skandinavska politička unija nikada nije ostvarila uspjeh Skandinavske monetarne unije koja je trajala od 1873. do Prvog svjetskog rata, a kojom je uvedena kruna (krona/krone) kao zajednička valuta.
Moderna skandinavska suradnja nakon Prvog svjetskog rata uključivala je nezavisnu Finsku, a od 1944. i Island. Time je skandinavski kao politički termin zamijenjen terminom nordijske zemlje, a naposljetku 1952. godine institucijom Nordijskog vijeća.

### Povijesna politička struktura
| stoljeće | Skandinavija i Nordijske zemlje | Skandinavija i Nordijske zemlje | Skandinavija i Nordijske zemlje | Skandinavija i Nordijske zemlje | Skandinavija i Nordijske zemlje | Skandinavija i Nordijske zemlje |
| 21.      | Danska (EU)                     | Foroyar                         | Island                          | Norveška                        | Švedska (EU)                    | Finska (EU)                     |
| 20.      | Danska                          | Foroyar                         | Island                          | Norveška                        | Švedska                         | Finska                          |
| 19.      | Danska                          | Danska                          | Danska                          | Švedska-Norveška                | Švedska-Norveška                | VK Finska                       |
| 18.      | Danska-Norveška                 | Danska-Norveška                 | Danska-Norveška                 | Danska-Norveška                 | Švedska                         | Švedska                         |
| 17.      | Danska-Norveška                 | Danska-Norveška                 | Danska-Norveška                 | Danska-Norveška                 | Švedska                         | Švedska                         |
| 16.      | Danska-Norveška                 | Danska-Norveška                 | Danska-Norveška                 | Danska-Norveška                 | Švedska                         | Švedska                         |
| 15.      | Kalmarska Unija                 | Kalmarska Unija                 | Kalmarska Unija                 | Kalmarska Unija                 | Kalmarska Unija                 | Kalmarska Unija                 |
| 14.      | Danska                          | Norveška                        | Norveška                        | Norveška                        | Švedska                         | Švedska                         |
| 13.      | Danska                          | Norveška                        | Norveška                        | Norveška                        | Švedska                         | Švedska                         |
| 12.      | Danska                          | Farska zaj.                     | Islandska zaj.                  | Norveška                        | Švedska                         | Švedska                         |
| narodi   | Danci                           | Farojci¹                        | Islanđani¹                      | Norvežani                       | Švedi                           | Finci                           |

1/ Izvorni stanovnici Foroyara i Islanda bili su nordijskog (uglavnom norveškog) podrijetla sa značajnim elementom keltskog ili piktskog podrijetla (iz Škotske i Irske). 

## Više informacija
- Baltička regija
- Fenoskandija
- Nordijska regija
- Sjeverna Europa
- Thule

## Vanjske poveznice
- Nordijsko vijeće
- NordRegio Statistics  Arhivirana inačica izvorne stranice od 13. siječnja 2009. (Wayback Machine) - Zbirka tematskih karata nordijskih i baltičkih zemalja
- Povijesni atlas Skandinavije
- Scandinavia Files  Arhivirana inačica izvorne stranice od 22. svibnja 2006. (Wayback Machine) - uvod i činjenice o nordijskoj kulturi i životu.
- Scandinavia House - Nordijski centar u Americi.